# Bjandzi
Bjandzi (kitajsko 辮子 / 辫子, pinjin biànzi, mandžursko soncoho, slovensko (mandžurska) kita)  je tradicionalna moška pričeska Mandžurov in drugih nomadskih ljudstev Evrazijske stepe. Bjandzi je kita, spletena iz treh pramenov las na zadnji strani glave ali s temena. Lasje na prednji strani glave in senceh so bili obriti. 
Džurčeni iz zgodnjega dinastije Džin, predhodniki Mandžurov, so skušali takšno pričesko vsiliti tudi Kitajcem Hanom. Med plemenitimi srednjeveškimi Mongoli, tako moškimi kot ženskami, so bile pogoste pričeske z dvema kitama, spletenima za ušesi. Stareši kitanski nomadi so nosili podobno kito na vrhu glave. Podobne moške pričeske (aidar) so imela tudi turška ljudstva. 
Po mandžurski osvojitvi Kitajske leta 1644 je vlada mandžurske dinastije Čing zavezala vse moške prebivalce države, razen menihov in taoistov, da v znak podrejenosti osvajalcem lase spletajo v mandžurske kite.  Nošenje dolgih las spletenih v kito, tradicionalnih za Hane, je bilo kaznovano s smrtjo. Na Kitajskem je zato takrat nastal pregovor: "Kdor ima glavo, nima las, kdor ima lase, nima glave". 
Kitajci, ki so se borili proti mandžurskemu režimu med vstajo Bratovščine belega lotosa in tjapinškim uporom v letih 1856–1864, so namerno nosili dolge lase. Mandžuri so jih imenovali "dolgolasi" (kitajsko čangmao) ali "kosmati banditi" (kitajsko fazi). Mandžurske kite so bile med Kitajci ukinjene šele po strmoglavljenju mandžurske monarhije med šinhajsko revolucijo v letih 1911-1912. 
V 19. stoletju so v zahodnih državah in Rusiji mandžursko kito zamenjali s tradicionalno kitajsko kito. Podobno je nosil tudi Lenin.

## Vira
- Непомнин О. Е. История Китая: Эпоха Цин. XVII — начало XX века. — Москва: Восточная литература, 2005.
- M.R. Godley. »The End of the Queue: Hair as Symbol in Chinese History«. CHINA HERITAGE QUARTERLY. Arhivirano iz prvotnega spletišča dne 4. oktobra 2016. Pridobljeno 10. maja 2019.